# تکرر ادرار
تکرّرِ ادرار (به انگلیسی: Frequent urination) به معنی احساس نیاز به دفع ادرار بیش از حد معمول است. تکرّرِ ادرار از چکمیزک (بی‌اختیاری ادراری) و پرادراری متفاوت است، هرچند بسیاری اوقات با یکدیگر همراه‌اند. احساس فوریت در دفع ادرار را «اورژانسی» می‌گویند. در حالت عادی، فرد ممکن است در ۲۴ ساعت تا ۸ الی ۱۰ بار، ادرار دفع کند که طبیعی است؛ حتی برای کسی که پُرنوشی دارد یا غذاهای آبکی مصرف می کند، ادرارِ بیشتر از این میزان نیز، تکرر ادرار محسوب نمی شود.

## علل
تکرّر ادرار اغلب ناشی از استرس و اضطراب طولانی مدت است. مصرف کافئین و فلفل هم باعث افزایش دفعات ادرار می شود.  با این حال علل دیگری هم ندرتاً ممکن است موجب تکرّر ادرار شود. از جمله دیابت و التهاب مثانه، مشکلات مربوط به پروستات، بارداری، سرطان مثانه و سکتهٔ مغزی هستند. عفونت ادراری اغلب موجب سوزش ادرار به همراهِ تکرّر ادرار می‌شود. پس تکرّر ادرار به تنهایی ارتباطی با عفونت ندارد.

## درمان
اگر فردی در طول 24 ساعت بیش از 10 بار ادرار دفع می کند ( و در هر بار، به مقدارِ کم یا قطره قطره دفعِ ادرار می کند) به گونه ای که در زندگیِ او اختلال ایجاد شده باشد، نیازمند بررسی است.  ابتدا باید علتِ تکرر ادرار کشف شود. با انجام  یک آزمایش ادرار و سونوگرافی پزشک می تواند تشخیص دهد که منشاء تکرر ادرار چیست. ممکن است برای بررسیِ بیشتر از بیمار نوار مثانه گرفته شود. در بیشترِ اوقات تکرر ادرار نیاز به درمانِ دارویی ندارد و فرد با مدیریت استرس و یا کاهش مصرف خوراکی های ادرارآور می تواند آن را کنترل کند.